# Wygoda (województwo śląskie)
Wygoda – wieś w Polsce położona w województwie śląskim, w powiecie częstochowskim, w gminie Konopiska.

## Historia
Wieś leży w Częstochowskim Obszarze Rudonośnym. W latach 1922–1959 funkcjonowała podziemna kopalnia rud żelaza "Walenty" należąca do firmy "Wspólnota Interesów" Zakłady Górniczo-Hutnicze S.A. w Częstochowie. W pobliżu wsi w kierunku Pałysza znajdowała się kopalnia "Katarzyna".
W latach 1975–1998 miejscowość należała administracyjnie do województwa częstochowskiego.
We wsi urodzili sięː publicysta i działacz polityczny Jan Nepomucen Janowski, piłkarze bracia Zbigniew Sączek i Wojciech Sączek.